# Municipio de Jason
El municipio de Jason (en inglés: Jason Township) es un municipio ubicado en el  condado de Greene en el estado estadounidense de Carolina del Norte. En el año 2010 tenía una población de 1.868 habitantes.

## Geografía
El municipio de Jason se encuentra ubicado en las coordenadas 35°24′3.58″N 77°45′48.92″O / 35.4009944, -77.7635889.